# Bovanj
Bovanj (en serbe cyrillique : Бовањ) est un village de Serbie situé dans la municipalité de Tutin, district de Raška. Au recensement de 2011, il comptait 44 habitants.

## Démographie
| 1948 | 1953 | 1961 | 1971 | 1981 | 1991 | 2002 | 2011 |
| ---- | ---- | ---- | ---- | ---- | ---- | ---- | ---- |
| 120  | 60   | 60   | 69   | 66   | 74   | 29   | 44   |

|  |